# Mariana Waldstein
Mariana Waldstein (Viena, 1763-Roma, 1808), marquesa de Santa Cruz, fue una aristócrata y pintora.

## Biografía

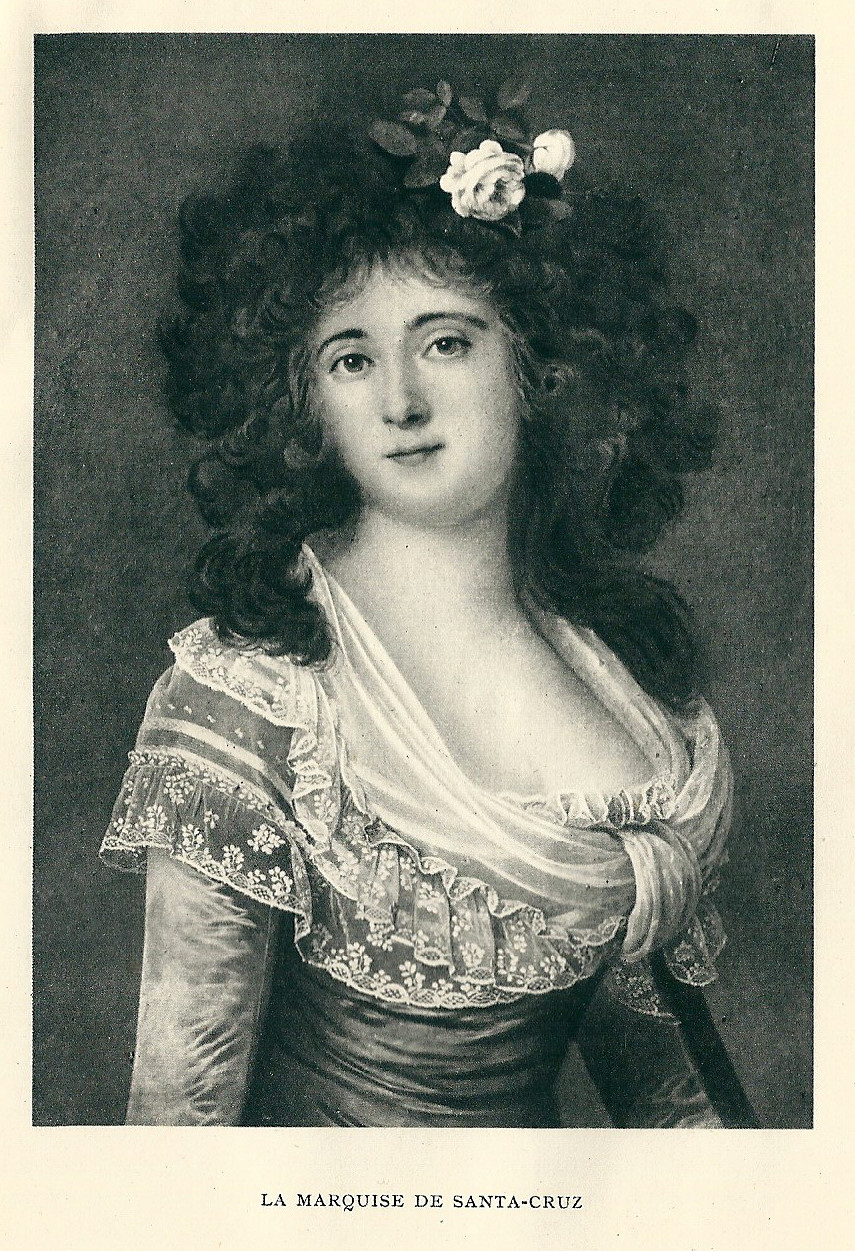
Retrato de la marquesa de Santa Cruz

Nació el 30 de mayo de 176, en Viena, hermana del conde Ferdinand von Waldstein. Habiendo contraído matrimonio en 1781 con el marqués de Santa Cruz, marchó a España, donde empezó a cultivar la pintura bajo la dirección de Isidro Carnicero. Un retrato de su mano presentado a la Real Academia de San Fernando la hizo alcanzar el título de directora honoraria y académica de mérito por la pintura. Pasó a dedicarse más a la miniatura al lado del pintor Dubeis y de Heltz, sajón.
En 1802, hallándose ya viuda, pasó a Italia, dejando hecho de su mano su retrato en la galería de Florencia; la Academia de dicha ciudad, y posteriormente la de San Lucas de Roma, la nombraron académica de mérito. En 1805 volvió a España, y residió muy poco tiempo en ella, trasladándose a Italia. Falleció en Roma a los cuarenta y cinco años de edad el 21 de junio de 1808.
En el Museo del Louvre existe una copia antigua anónima de pequeño tamaño (52 x 34 cm) del retrato que hizo Goya de la marquesa, que en el pasado algunos autores atribuyeron al propio Goya.